# سیارک ۷۳۰۰
سیارک ۷۳۰۰ (به انگلیسی: 7300 Yoshisada، نامگذاری:1992YV2) هفت هزار و سیصدمین سیارک کشف شده‌است که در ۲۶ دسامبر ۱۹۹۲ کشف شد.
قدر مطلق سیارک برابر ۱۲٫۳۰ است.